# 淡枝沙拐枣
淡枝沙拐枣（学名：Calligonum leucocladum）为蓼科沙拐枣属的植物。分布在哈萨克斯坦以及中国大陆的新疆等地，生长于海拔500米至1,200米的地区，多生于固定沙丘、半固定沙丘或沙地，目前尚未由人工引种栽培。